# ويزلي فيرغسون
ويزلي فيرغسون (بالإنجليزية: Wesley Ferguson)‏ هو أكاديمي أمريكي، ولد في 1922، وتوفي في 24 مارس 1986.